# زينية
الزّينِيَة أو زبنية هو نبات صيفي يتبع الفصيلة النجمية.